# Warlubie
Warlubie è un comune rurale polacco del distretto di Świecie, nel voivodato della Cuiavia-Pomerania.
Ricopre una superficie di 200,97 km² e nel 2007 contava 6 561 abitanti.